# Iwata (Shizuoka)
Iwata (磐田市 Iwata-shi?) es una ciudad ubicada en la Prefectura de Shizuoka, Japón. Está situado en el centro de la Región de Tokai, hacia el centro-sur de la Región de Chūbu y al oeste de la prefectura, en el centro de Honshū. 
A partir de septiembre de 2014, la ciudad tenía una población estimada de 164.704 y una densidad de población era de 1000 personas por km². La superficie total es 164,08 km².[cita requerida]

## Ciudades hermanadas
- Dagupan, Filipinas (1975)
- Mountain View, California, EE. UU. (1976)